# Country Music Association Awards
I Country Music Association Awards (indicati anche come CMAs o CMA Awards) sono dei premi musicali assegnati dalla Country Music Association (CMA) e dedicati al settore della musica country. Il primo premio è stato assegnato nel 1967 a Nashville, capitale della musica country.

## Storia
I primi premi CMA furono presentati in una cerimonia non televisiva al Nashville Municipal Auditorium nel 1967. La seconda edizione dei CMA Awards fu presentata nell'ottobre 1968; la NBC registrò la cerimonia e la trasmise qualche settimana dopo. Da allora, i premi sono stati trasmessi in diretta, di solito in ottobre o novembre, dalla NBC dal 1969 al 1971, dalla CBS dal 1972 al 2005, e dalla ABC a partire dal 2006. Nel giugno 2021, la Country Music Association ha annunciato che avrebbe esteso il suo contratto di trasmissione con la ABC fino al 2026.
A partire dal 1968 si sono tenuti al Grand Ole Opry di Nashville. Nel 2005, la premiazione si è tenuta al Madison Square Garden di New York. Dal 2006, si sono tenuti alla Bridgestone Arena di Nashville. Nel 2020, a causa della Pandemia di COVID-19, la 54ª edizione dei CMA Awards si è tenuta al Music City Center di Nashville.

## Eleggibilità e votazione
Gli album e le canzoni pubblicate tra il 1 luglio dell'anno precedente e il 30 giugno dell'anno del premio sono ammissibili per la considerazione. Più di 7.300 individui del gruppo commerciale Country Music Association votano per i candidati e i vincitori attraverso tre turni di votazione.

## Categorie
- Artista dell'anno
- Artista maschile dell'anno
- Artista femminile dell'anno
- Artista esordiente dell'anno
- Gruppo dell'anno
- Duo o collaborazione dell'anno
- Singolo dell'anno
- Album dell'anno
- Canzone dell'anno
- Evento musicale dell'anno
- Video musicale dell'anno
- Musicista dell'anno

## Premi speciali

### Willie Nelson Lifetime Achievement Award
Il Willie Nelson Lifetime Achievement Award, istituito nel 2012, viene assegnato per "onorare un artista iconico che ha raggiunto il più alto grado di riconoscimento nella Country Music, che ha raggiunto la prominenza e la notorietà sia nazionale che internazionale attraverso performance concertistiche, sforzi umanitari, filantropia, vendite di dischi, e deve aver influenzato positivamente e contribuito alla crescita del genere nel tempo".
- 2012 - Willie Nelson
- 2013 - Kenny Rogers
- 2014 - Johnny Cash
- 2015 - Dolly Parton
- 2019 - Kris Kristofferson
- 2020 - Charley Pride